# Кузня-Неборовська
Кузня-Неборовська (пол. Kuźnia Nieborowska) — село в Польщі, у гміні Пільховиці Гливицького повіту Сілезького воєводства.
Населення — 402 особи (2011).
У 1975—1998 роках село належало до Катовицького воєводства.

## Демографія
Демографічна структура станом на 31 березня 2011 року:
|          | Загалом | Допрацездатний вік | Працездатний вік | Постпрацездатний вік |
| -------- | ------- | ------------------ | ---------------- | -------------------- |
| Чоловіки | 217     | 36                 | 163              | 18                   |
| Жінки    | 185     | 36                 | 115              | 34                   |
| Разом    | 402     | 72                 | 278              | 52                   |